# Kanton Saint-Laurent-en-Grandvaux
Kanton Saint-Laurent-en-Grandvaux (francouzsky Canton de Saint-Laurent-en-Grandvaux) je francouzský kanton v departementu Jura v regionu Franche-Comté. Tvoří ho 15 obcí.

## Obce kantonu
- Bonlieu
- Chaux-des-Prés
- Château-des-Prés
- Denezières
- Fort-du-Plasne
- Grande-Rivière
- La Chaumusse
- La Chaux-du-Dombief
- Lac-des-Rouges-Truites
- Les Piards
- Prénovel
- Saint-Laurent-en-Grandvaux
- Saint-Maurice-Crillat
- Saint-Pierre
- Saugeot